# 金徳現
金 徳現（キム・ドクヒョン、英語: Kim Deokhyeon、朝鮮語: 김덕현、1985年12月8日 ‐ ）は、韓国・全羅南道宝城郡出身の陸上競技選手。専門は走幅跳と三段跳。走幅跳で8m22、三段跳で17m10の自己ベストを持つ、両種目の韓国記録保持者。オリンピックでは予選を突破できていないが、世界選手権では2007年大阪大会男子三段跳と2011年大邱大会男子走幅跳で決勝に進出している。また、アジア大会、アジア選手権、ユニバーシアードなどの国際大会では金メダルを獲得している。

## 経歴
2005年、自国開催となった9月の仁川アジア選手権男子三段跳で16m78をマークし、1994年にPark Min-Sooが作った16m73の韓国記録を11年ぶり塗り替えて銅メダルを獲得した。11月の東アジア大会 (en) 男子三段跳では韓国新記録および大会新記録の16m79（+1.2）で優勝した。
2006年、シニア世界大会デビューとなった3月のモスクワ世界室内選手権男子三段跳では、15m99の室内韓国新記録をマークするも予選全体21位に終わった。9月のスーパー陸上横浜男子三段跳で自身の持つ韓国記録（16m79）を更新する16m88をマークすると、10月の大韓民国全国体育大会男子三段跳では韓国人初の17m超えとなる17m07（0.0）をマークした。
2007年、8月のバンコクユニバーシアード (en) 男子三段跳では出場選手唯一の17m超えとなる17m02（+0.7）で優勝を飾り、主要世界大会（オリンピック、世界選手権、世界室内選手権、世界ジュニア選手権、世界ユース選手権、ユニバーシアード）の三段跳で韓国人初となる金メダルを獲得した。屋外シニア世界大会デビューとなった同月の大阪世界選手権男子三段跳は、予選を全体8位の16m78（-0.3）で通過し、1997年アテネ大会と1999年セビリア大会の男子走高跳で8位と6位に入ったLee Jin-taek、1999年セビリア大会の女子砲丸投で10位に入ったLee Myung-sunに次ぐ、フィールド種目で韓国人3人目のファイナリストとなった。決勝は16m71（+1.1）と記録を落として9位に終わり、入賞には14cm届かなかった。
2008年、10月14日の大韓民国全国体育大会男子走幅跳で8m13（+1.3）をマーク。1987年のKim Won-jin（8m03）、1988年のKim Jong-il（8m）、1998年のSung Hee-Jun（8m01）に次ぐ、韓国人4人目の8mジャンパーとなり、Kim Won-jinの韓国記録を21年ぶりに塗り替えた。
2009年、6月5日の韓国選手権男子三段跳で17m10（+1.3）をマークし、自身の持つ韓国記録（17m07）を3年ぶりに更新した。7月のベオグラードユニバーシアード (en) には男子走幅跳と男子三段跳の2種目に出場すると、最初に行われた男子三段跳は16m75（+0.5）の5位に終わり連覇を逃した。しかし、男子走幅跳では決勝において、追い風参考記録ながら自己ベストおよび韓国記録を大幅に上回る8m41（+3.5）、公認記録では8m20（+0.4）の韓国新記録をマークするなど、8m超えを5回マークして優勝し、主要世界大会の走幅跳で韓国人初となる金メダルを獲得した。8月のベルリン世界選手権男子走幅跳では決勝進出に2cm届かず、7m99（-0.7）の予選全体15位に終わった。
2010年、11月の広州アジア大会男子走幅跳を8m11（-0.2）で制し、この種目では1958年東京大会のSuh Yong-joo、1982年ニューデリー大会と1986年ソウル大会のKim Won-jinに次ぐ、韓国人3人目のチャンピオンとなった。
2011年、自国開催となった9月の大邱世界選手権では、男子走幅跳予選を全体11位の8m02（+0.4）で通過し、この種目では韓国人初となる決勝に進出した。しかし、男子走幅跳決勝の前に行われた男子三段跳予選で脚を負傷したため、決勝を棄権した。なお、自国開催となった今大会において、予選ラウンドを通過して決勝に進出した韓国人選手は金徳現だけだった（一発決勝の種目は除く）。
2015年、6月の武漢アジア選手権男子三段跳を16m86（-0.1）で制し、2014年仁川アジア大会チャンピオンの曹碩（16m77）などを抑え、この種目では初のアジアタイトルを獲得した。また、この種目では1987年シンガポール大会のPark Young-Junに次ぐ、韓国人2人目のチャンピオンとなった。アジアチャンピオンとして臨んだ8月の北京世界選手権男子三段跳は決勝進出に1cm届かず、16m72（+0.3）の予選全体14位に終わった。
2016年、6月10日のMESSE RIED LA-MEETING男子走幅跳で8m22（+0.4）をマークし、自身の持つ韓国記録（8m20）を7年ぶりに更新した。8月のリオデジャネイロオリンピック男子走幅跳では決勝進出に3cm届かず、7m82（+0.1）の予選全体14位に終わった。

## 自己ベスト
- 記録欄の（　）内の数字は風速（m/s）で、+は追い風を意味する。

| 種目   | 記録         | 年月日        | 場所         | 備考           |
| 屋外   | 屋外         | 屋外          | 屋外         | 屋外           |
| ------ | ------------ | ------------- | ------------ | -------------- |
| 走幅跳 | 8m22 (+0.4)  | 2016年6月10日 | リート       | 韓国記録       |
| 走幅跳 | 8m41w (+3.5) | 2009年7月12日 | ベオグラード | 追い風参考記録 |
| 三段跳 | 17m10 (+1.3) | 2009年6月5日  | 大邱         | 韓国記録       |
| 室内   |              |               |              |                |
| 三段跳 | 15m99        | 2006年3月11日 | モスクワ     | 室内韓国記録   |

## 主要大会成績
- 備考欄の記録は当時のもの

| 年   | 大会                  | 場所             | 種目   | 結果 | 記録         | 備考                          |
| ---- | --------------------- | ---------------- | ------ | ---- | ------------ | ----------------------------- |
| 2004 | 世界ジュニア選手権    | グロッセート     | 走幅跳 | 予選 | 7m12 (-1.2)  |                               |
| 2004 | 世界ジュニア選手権    | グロッセート     | 三段跳 | 予選 | 15m40 (-0.4) |                               |
| 2005 | アジア選手権          | 仁川             | 三段跳 | 3位  | 16m78        | 韓国記録                      |
| 2005 | 東アジア大会 (en)     | マカオ           | 三段跳 | 優勝 | 16m79 (+1.2) | 韓国記録 大会記録             |
| 2006 | 世界室内選手権        | モスクワ         | 三段跳 | 予選 | 15m99        | 室内韓国記録                  |
| 2006 | アジア大会            | ドーハ           | 三段跳 | 3位  | 16m87 (+0.5) |                               |
| 2007 | アジア選手権          | アンマン         | 三段跳 | 2位  | 17m00 (+1.8) |                               |
| 2007 | ユニバーシアード (en) | バンコク         | 三段跳 | 優勝 | 17m02 (+0.7) |                               |
| 2007 | 世界選手権            | 大阪             | 三段跳 | 9位  | 16m71 (+1.1) | 予選16m78 (-0.3)              |
| 2008 | オリンピック          | 北京             | 三段跳 | 予選 | 16m88 (+0.4) |                               |
| 2009 | ユニバーシアード (en) | ベオグラード     | 走幅跳 | 優勝 | 8m41 (+3.5)  | 公認記録8m20 (+0.4)：韓国記録 |
| 2009 | ユニバーシアード (en) | ベオグラード     | 三段跳 | 5位  | 16m75 (+0.5) |                               |
| 2009 | 世界選手権            | ベルリン         | 走幅跳 | 予選 | 7m99 (-0.7)  |                               |
| 2009 | 世界選手権            | ベルリン         | 三段跳 | 予選 | 16m58 (-0.2) |                               |
| 2009 | アジア選手権          | 広州             | 走幅跳 | 4位  | 7m93 (+1.6)  |                               |
| 2010 | アジア大会            | 広州             | 走幅跳 | 優勝 | 8m11 (-0.2)  |                               |
| 2010 | アジア大会            | 広州             | 三段跳 | 5位  | 16m56 (+0.6) |                               |
| 2011 | 世界選手権            | 大邱             | 走幅跳 | 決勝 | DNS          | 予選8m02 (+0.4)               |
| 2011 | 世界選手権            | 大邱             | 三段跳 | 予選 | NM           |                               |
| 2012 | オリンピック          | ロンドン         | 三段跳 | 予選 | 16m22 (-0.3) |                               |
| 2014 | アジア大会            | 仁川             | 走幅跳 | 2位  | 7m90 (-0.2)  |                               |
| 2014 | アジア大会            | 仁川             | 三段跳 | 3位  | 16m93 (+1.4) |                               |
| 2015 | アジア選手権          | 武漢             | 三段跳 | 優勝 | 16m86 (-0.1) |                               |
| 2015 | 世界選手権            | 北京             | 三段跳 | 予選 | 16m72 (+0.3) |                               |
| 2016 | オリンピック          | リオデジャネイロ | 走幅跳 | 予選 | 7m82 (+0.1)  |                               |
| 2016 | オリンピック          | リオデジャネイロ | 三段跳 | 予選 | 16m36 (0.0)  |                               |
| 2017 | 世界選手権            | ロンドン         | 走幅跳 | 予選 | 7m85 (+0.1)  |                               |